# Emmanuelle Charpentierová
Emmanuelle Marie Charpentierová, nepřechýleně Charpentier (* 11. prosince 1968 Juvisy-sur-Orge) je francouzská profesorka a výzkumnice v oblastech mikrobiologie, genetiky a biochemie. Od roku 2015 působí jako ředitelka Společnosti Maxe Plancka pro infekční biologii v Berlíně. V roce 2018 založila nezávislý výzkumný institut pro výzkum patogenů. V roce 2020 byla spolu s Jennifer Doudnaovou oceněna Nobelovou cenou za chemii za vynález způsobu editace genomů pomocí techniky CRISPR. Jedná se o první Nobelovu cenu za vědu, kterou kdy získaly výhradně dvě ženy.
Systém CRISPR/Cas9 umožňuje cílenou úpravu genomu v různých organismech, která zahrnuje přesné odstranění, úpravu nebo náhradu genetických informací. CRISPR/Cas9 technologie má obrovský potenciál v oblasti lékařství, výzkumu a zemědělství, ale také vyvolává etické otázky ohledně jejího použití zejména u člověka. Je důležité, aby byla tato technologie používána zodpovědným způsobem a nedocházelo k jejímu zneužití.
Kromě Nobelovy ceny Charpentierová získala za svůj výzkum řadu poct a ocenění, např. Gruberovu cenu za genetiku (2015), kanadskou Gairdnerovu mezinárodní cenu (2016) a Wolfovu cenu za lékařství (2020), o něž se podělila s Doudnaovou. 

## Osobní život a vzdělání
Narodila se v roce 1968 v Juvisy-sur-Orge ve Francii. Její dědeček z otcovy strany se jmenoval Sinanian, byl to Armén, který uprchl do Francie během arménské genocidy, se svou ženou se seznámil v Marseille a synovi dali po matce příjmení Charpentier.
Emmanuellina matka pracovala v oboru psychiatrie, otec byl zodpovědný za plánování zeleně ve městě. Když Emmanuelle začala chodit do školy, jedna z jejích sester začala studovat na univerzitě, a ona od té doby věděla, že to chce také. Několik let hrála na klavír a věnovala se baletu a modernímu tanci. Vystudovala biochemii, mikrobiologii a genetiku na Univerzitě Pierra a Marie Curie v Paříži. Nejvíce ji fascinovala biologie, její složitost a přímý vztah k lidem. Zpočátku se věnovala biochemii, ale hlavní roli v jejím životě jako výzkumnice brzy převzaly bakterie.

## Vědecká kariéra
V letech 1992–1995 byla Charpentierová postgraduální studentkou v Pasteurově ústavu, v doktorské práci se zabývala molekulárními mechanismy podílejícími se na rezistenci vůči antibiotikům. Od roku 1993 do roku 1995 působila jako odborná asistentka na Univerzitě Pierra a Marie Curie a v letech 1995–1996 jako vědecká pracovnice v Pasteurově ústavu.
V letech 1996–1997 se přestěhovala do USA a pracovala jako vědecká pracovnice v laboratoři mikrobioložky Elaine Tuomanenové na Rockefellerově univerzitě v New Yorku. Předmětem jejich výzkumu byl patogen Streptococcus pneumoniae a způsob, jakým využívá mobilní genetické elementy ke změně svého genomu.  Charpentierová také pomohla prokázat, jak se u S. pneumoniae vyvíjí rezistence vůči vankomycinu. V letech 1997–1999 pracovala jako vědecká asistentka v New York University Medical Center v laboratoři kožní bioložky Pamely Cowinové, kde měla možnost pracovat se savčími geny na myších. V letech 1999 až 2002 zastávala pozici výzkumné pracovnice v Saint Jude Children's Research Hospital a ve Skirball Institute of Biomolecular Medicine v New Yorku.

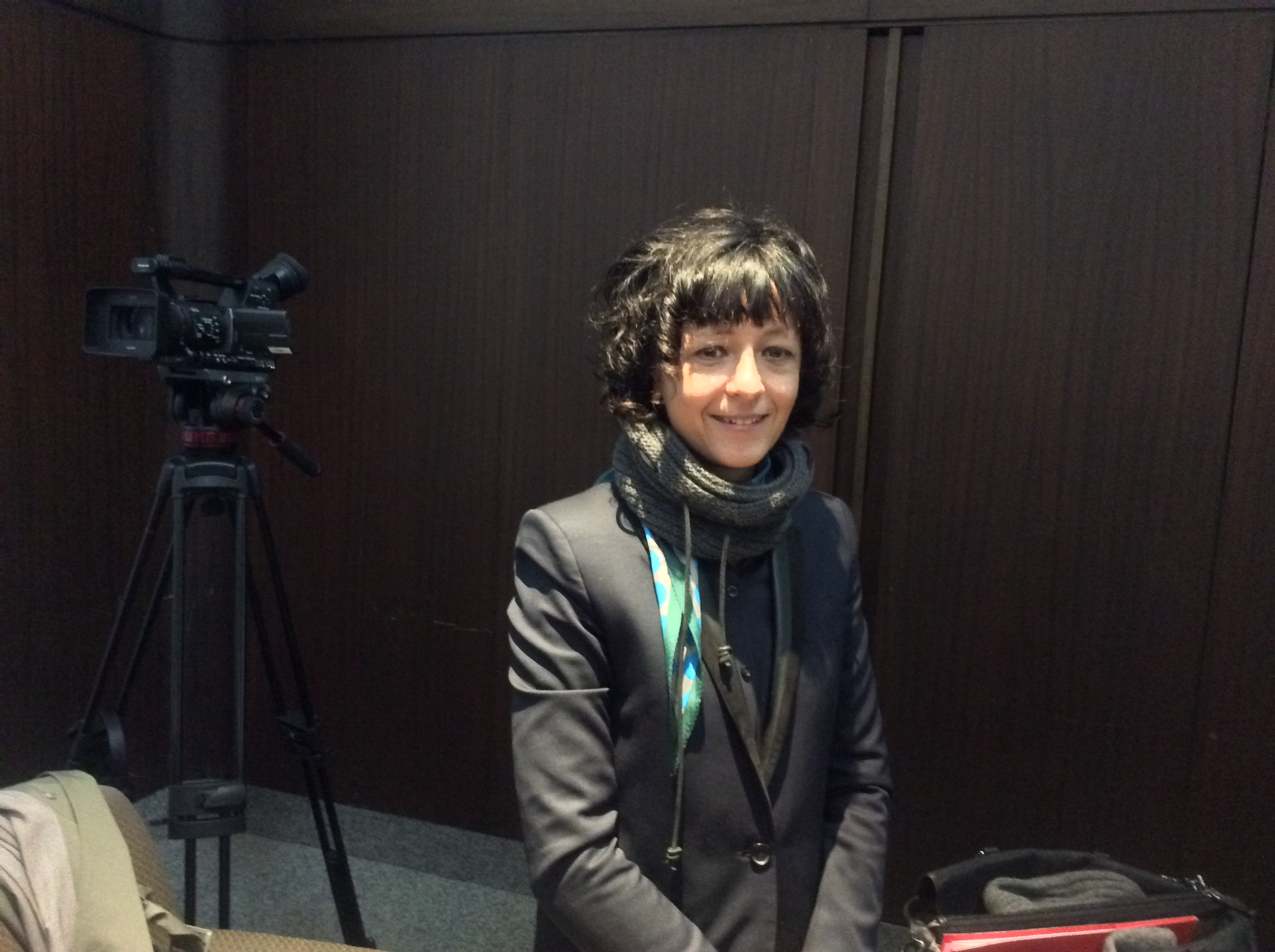
Emmanuelle Charpentierová v roce 2016 na univerzitě v Torontu

Po pěti letech strávených ve Spojených státech dostala Charpentierová nabídku založit vlastní výzkumnou skupinu v Biocentru Vídeňské univerzity a vrátila se do Evropy. V letech 2002–2004 se stala vedoucí laboratoře a hostující profesorkou na Ústavu mikrobiologie a genetiky Vídeňské univerzity. V letech 2004–2006 byla vedoucí laboratoře a odbornou asistentkou na katedře mikrobiologie a imunobiologie. V roce 2006 se stala docentkou mikrobiologie v Centru molekulární biologie. V letech 2006–2009 pracovala jako vedoucí laboratoře a docentka na Ústavu Maxe F. Perutze.
V roce 2009 se Charpentierová přestěhovala do Švédska, kde se stala vedoucí Laboratoře pro molekulární infekční medicínu a docentkou na univerzitě v Umeå. V letech 2008–2013 zastávala pozici vedoucí skupiny a v letech 2014–2017 byla hostující profesorkou.
V roce 2013 se přestěhovala do Německa, kde působila do roku 2015 jako vedoucí oddělení v Helmholtzově centru pro výzkum infekcí v Braunschweigu a profesorka na Lékařské fakultě v Hannoveru. Propojení s Hannoverskou lékařskou fakultou umožnilo Charpentierové přístup ke klinické praxi. Roku 2015 přijala nabídku německé Společnosti Maxe Plancka stát se jejím vědeckým členem a ředitelem Ústavu Maxe Plancka pro infekční biologii v Berlíně. Od roku 2016 je čestnou profesorkou na Humboldtově univerzitě v Berlíně, v roce 2018 založila Oddělení Maxe Plancka pro výzkum patogenů a stala se jeho ředitelkou. Charpentierová se však nechce omezovat jen na CRISPR, ten je jen jedním z pěti témat její laboratoře, mezi další patří mechanismy interakce patogenů s imunitními buňkami hostitele a molekulární komplexy, které regulují chování bakteriálních chromozomů.

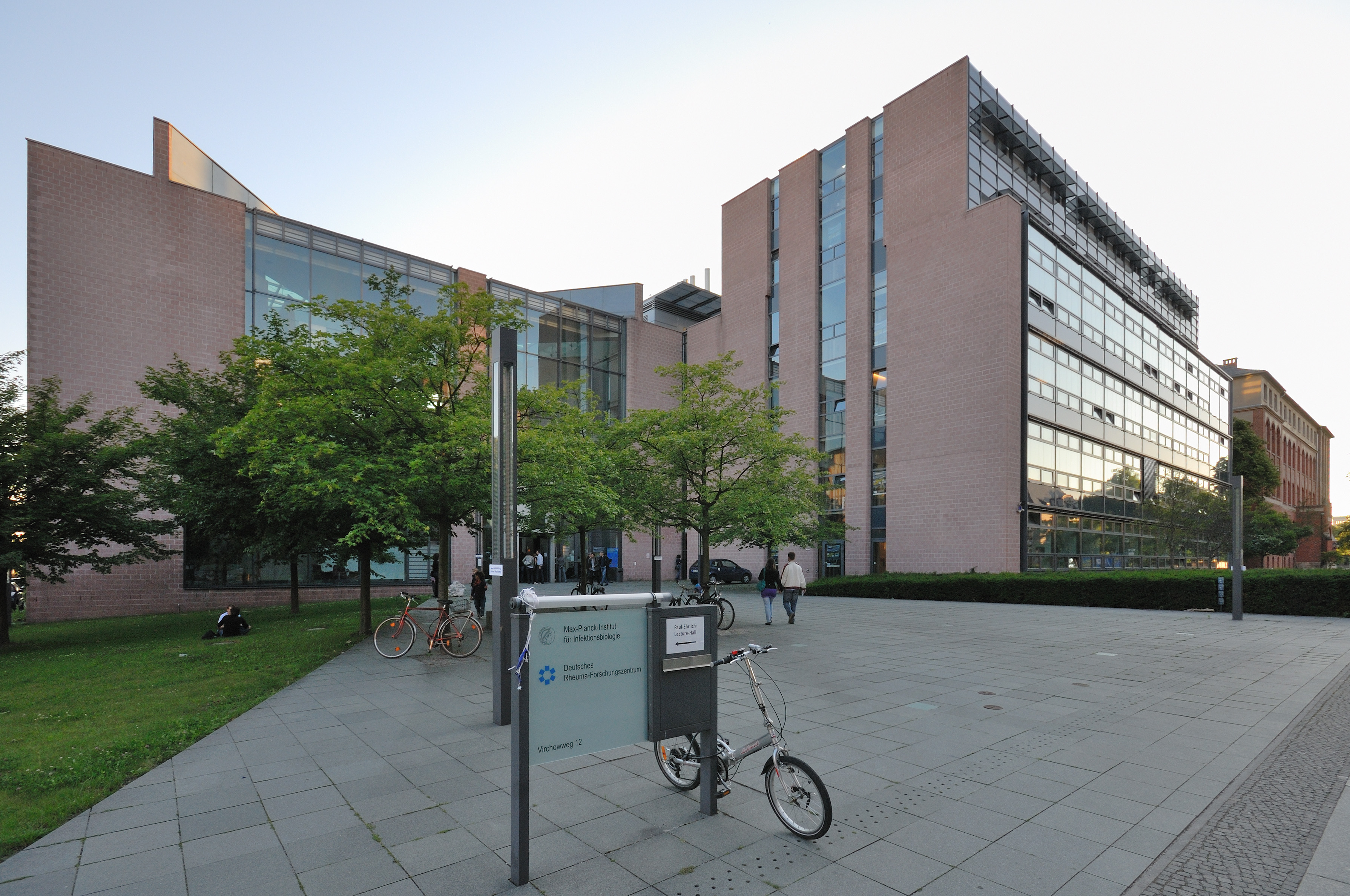
Ústav Maxe Plancka v Berlíně

### CRISPR/Cas9
Charpentierová je známá především díky své práci, za niž získala společně s Jennifer Doudnaovou Nobelovu cenu. Spočívá v rozluštění molekulárních mechanismů bakteriálního imunitního systému CRISPR/Cas9 a jeho přetvoření v nástroj pro editaci genomu, takzvané „molekulární nůžky“. Systém CRISPR/Cas9 nabízí univerzální způsob úpravy DNA u rostlin, zvířat a mikroorganismů s velmi vysokou přesností. Tato revoluční metoda byla poprvé zveřejněna v roce 2012 a od té doby se stala rychlou, cenově dostupnou a hojně používanou metodou pro editaci genomu. Lze ji využívat jak in vitro, tak in vivo.
Tato technologie byla inspirována přirozenými obrannými mechanismy bakterií. Charpentierová našla v bakterii Streptococcus pyogenes molekulu nazvanou tracrRNA . Zjistilo se, že tracrRNA je součástí imunitního systému bakterií známého jako CRISPR/Cas, který jim pomáhá bojovat proti virům. Bakterie si uchovávají fragmenty virové DNA ve specializovaných částech svého genomu, známých jako CRISPR (Clustered Regularly Interspaced Short Palindromic Repeats), aby mohly rozpoznat virus při příštím útoku. Používají k tomu krátkou RNA sekvenci ve spojení s enzymem Cas, což jim umožňuje identifikovat virovou nukleovou kyselinu a bránit se před opakovaným napadením virem.
V roce 2011 se Charpentierová vydala na konferenci do San Juanu v Portoriku, aby se tam seznámila s Jennifer Doudnaovou a získala ji pro spolupráci. Společně pak se svými spolupracovníky popsali, jak je možné s pomocí CRISPR/Cas9 cíleně upravovat DNA. Identifikovali rodinu enzymů endonukleáz, které využívají duální RNA pro štěpení DNA v konkrétním místě, a upozornili na možnost využití tohoto systému pro RNA programovatelnou editaci genomu.
Od svého objevu způsobila technologie CRISPR revoluci v genetice tím, že vědcům umožňuje editovat geny, zkoumat jejich roli ve zdraví a nemoci a vyvíjet nové genové terapie s nadějí, že budou bezpečnější a účinnější než první generace genových terapií. Vědci po celém světě tuto metodu úspěšně používají k úpravě sekvencí DNA rostlin, zvířat a laboratorních buněčných linií.
V roce 2013 Charpentierová spolu se Shaunem Foyem a Rodgerem Novakem založili společnost CRISPR Therapeutics za účelem komerčního využití technologie CRISPR jako metody léčby genetických onemocnění. Společnost chce pacientům odebírat buňky, léčit je pomocí CRISPR/Cas9 a poté je vracet zpět do těla. Alternativně by se CRISPR/Cas9 mohl do těla vpravit také prostřednictvím specifických transportních médií, jako jsou tukové bubliny nebo nanočástice. Charpentier se rovněž podílela na založení společnosti ERS Genomics a převedla na ni licence pro použití technologie CRISPR na dalších organismech.

### Čestné doktoráty
- 2016 – École Polytechnique Fédérale de Lausanne
- 2016 – KU, (Katolická univerzita) Lovaň, Belgie
- 2016 – Newyorská univerzita (NYU), USA
- 2017 – Lékařská fakulta, Univerzita v Umeå, Švédsko
- 2017 – University of Western Ontario, London, Kanada
- 2017 – Hong Kong University of Science and Technology
- 2018 – Univerzita v Cambridge, Spojené království
- 2018 – Manchesterská univerzita, Spojené království
- 2019 – McGillova Univerzita, Kanada
- 2023 - Mendelova univerzita  v Brně, Brno, Česká republika[12]